# Yukiya Uda
Yukiya Uda –en japonés, 宇田幸矢, Uda Yukiya– (6 de agosto de 2001) es un deportista japonés que compite en tenis de mesa. Ganó una medalla de bronce en el Campeonato Mundial de Tenis de Mesa de 2021, en el torneo de dobles.

## Palmarés internacional
| Campeonato Mundial | Campeonato Mundial       | Campeonato Mundial | Campeonato Mundial |
| Año                | Lugar                    | Medalla            | Prueba             |
| ------------------ | ------------------------ | ------------------ | ------------------ |
| 2021               | Houston (Estados Unidos) | Medalla de bronce  | Dobles             |